# Eumichtis commixta
Eumichtis commixta är en fjärilsart som beskrevs av Charles E. Rungs 1943. Eumichtis commixta ingår i släktet Eumichtis och familjen nattflyn. Inga underarter finns listade i Catalogue of Life.